# PMZ-A-750
PMZ-A-750 (ПМЗ-А-750) – radziecki ciężki motocykl z okresu międzywojennego, produkowany w Podolskich Zakładach Mechanicznych w Podolsku, używany m.in. jako pojazd wojskowy przez Armię Czerwoną. Początkowo oznaczony był NATI-A-750.

## Historia
PMZ-A-750 był pierwszym produkowanym seryjnie w ZSRR ciężkim motocyklem. Skonstruowany został w Naukowym Instytucie Auto-Traktorowym (NATI) w Moskwie na polecenie Najwyższej Rady Gospodarki Narodowej. Biuro konstrukcyjne motocykli w NATI powołano pod koniec 1931 roku. Głównym projektantem był Piotr Możarow, który wcześniej organizował konstrukcję pierwszych radzieckich motocykli w zakładach IŻ, a następnie w 1930 roku odbył staż w Niemczech w zakładach BMW. Nowy motocykl oznaczony został na etapie projektowania NATI-A-750 (drugim modelem projektowanym w NATI był lżejszy NATI-B-375, który nie wszedł do produkcji). Konstrukcja motocykla wzorowana była ogólnie na modelach BMW, z tłoczoną zewnętrzną ramą obejmująca zbiornik paliwa, lecz widlasty silnik dolnozaworowy wzorowano na amerykańskich modelach Harley-Davidson.
Produkcję motocykla przemysł ZSRR zamierzał początkowo umieścić w nowo zbudowanych zakładach IŻ w Iżewsku, gdzie powstały pierwsze cztery sztuki, gotowe na święto 1 maja 1933. Wzięły one udział w rajdzie próbnym Iżewsk - Niżny Nowogród - Moskwa (razem z motocyklami Harley-Davidson, BMW R 16 i IŻ-7). Po ukończeniu etapu prób i dalszych ulepszeniach konstrukcji, Ludowy Komisariat Przemysłu Ciężkiego zdecydował jednak produkować w zakładach IŻ średnie motocykle, a produkcję ciężkich motocykli umieścić w Podolskich Zakładach Mechanicznych (PMZ - Podolskij Miechaniczeskij Zawod) w Podolsku, które wcześniej zajmowały się m.in. produkcją rowerów i zbrojeniową. W lipcu 1934 roku zbudowano tam pierwsze 9 sztuk, zademonstrowane następnie ludowemu komisarzowi Sergo Ordżonikidze. Produkcja seryjna ruszyła w 1935 roku i trwała do 1939 roku (inne dane: do końca 1938 roku).
Wyprodukowano w przybliżeniu ponad 4600 motocykli PMZ-A-750. Używane były zarówno przez użytkowników cywilnych, w tym prywatnych, jak i Armię Czerwoną, w wersjach solo lub z wózkiem bocznym. Wersje z wózkiem bocznym były także użytkowane m.in. przez pocztę. Pierwotnie motocykle NATI-A-750 miały wózek po lewej stronie (według wzorca angielskiego), przeniesiony następnie w PMZ-A-750 na prawą stronę. Cena motocykla na rynek prywatny była jednak wysoka – 7760 rubli (dla porównania, mniejsze motocykle Ł-300 – 3360 rubli, IŻ-7 – 3300 rubli). Standardowym motocyklem wojskowym Armii Czerwonej  latach 40. stał się jednak M-72, skopiowany z BMW.

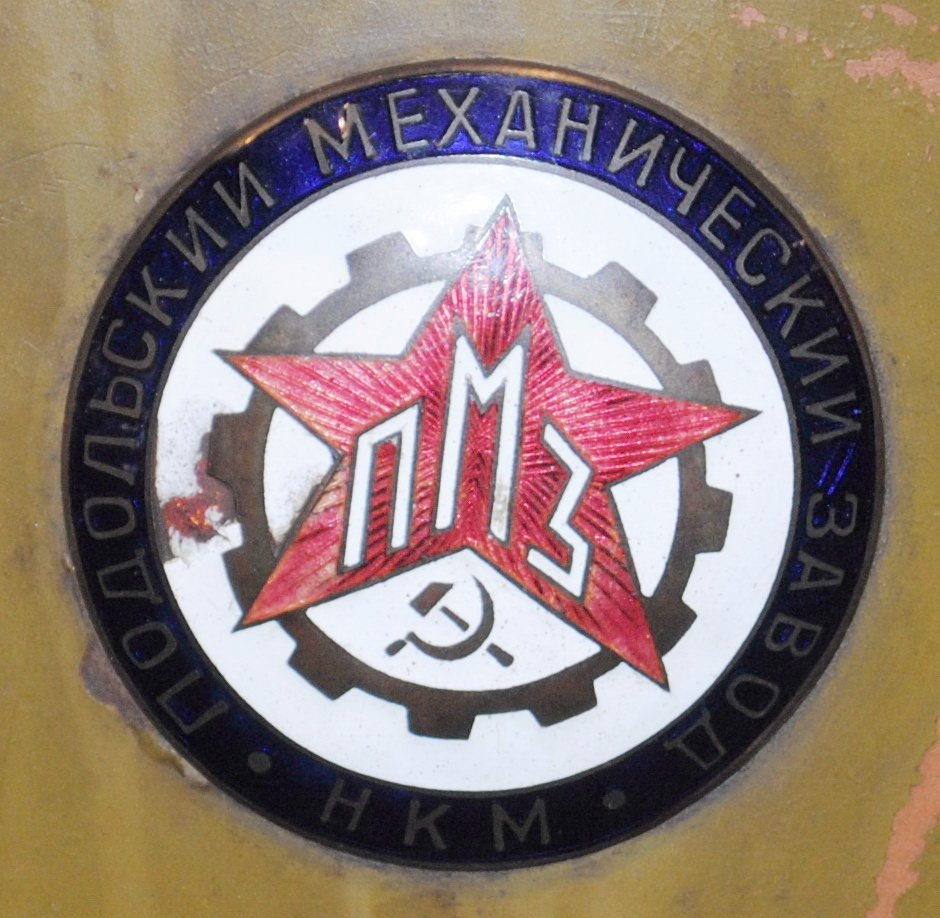
Znak firmowy

Motocykl odznaczał się wytrzymałą konstrukcją, jednakże borykał się z problemami z niezawodnością. Utrudnione było uruchamianie silnika, wymagające odpowiedniego ustawienia gazu (prawa rączka kierownicy), wyprzedzenia zapłonu (lewa rączka) i dopływu powietrza do gaźnika (stąd, skrót nazwy żartobliwie rozszyfrowywano jako Poprobuj Mienia Zawiedi – „Spróbuj mnie uruchomić”).